# 주톈향

주톈 향의 위치

주톈향(한국어: 죽전향, 중국어: 竹田鄉, 병음: Zhútián Xiāng)은 중화민국 핑둥 현의 향이다. 넓이는 29.0732 km2이고, 인구는 2015년 8월 기준으로 17,608명이다.

## 지리
주톈 향은 핑둥 현 중부에 위치하고, 북쪽은 린뤄 향과 동쪽은 네이푸 향, 완롼 향과 서쪽은 완단 향과 남쪽은 차오저우 진, 칸딩 향과 각각 접하고 있다. 핑둥 평원 중앙부에 위치하고 향내를 둥강시(東港渓), 아이랴오시(隘寮溪)의 지류가 흐르고 있다. 지세는 평탄하고 기후는 열대 몬순 기후에 속하고 있다.

## 역사
주톈 향은 옛날에는 평포족 담수사의 거주지이며, 옛 이름은 돈물(頓物)이다. 청대의 강희 연간에 객가인의 이주가 시작되었고 또 동항계와 액료계가 합류하는 지리적인 조건 덕분에 상류 지대에서 생산되는 쌀을 동항으로 수송하는 중계지로서 발달했고, 또 우기에 동항계의 물이 불어 선박의 항행이 불가능한 때에 피난항으로서도 이용되었다. 그 때문에 객가어로 '짐을 쌓아 올린다'라는 의미의 '돈물'로 불리게 되었다. 1920년의 타이완 지방제 개편 때 다케다(竹田)로 개칭되어 다케다 장(竹田庄)을 설치했고 다카오 주 조슈 군의 관할이 되었다. 전후에는 가오슝 현 주톈 향이었지만, 1950년에 핑둥 현에 귀속하게 되어 현재에 이르고 있다.

## 교통
- 타이완 철로관리국 핑둥 선
- 국도 3호선